# Chironomus macrogaster
Chironomus macrogaster är en tvåvingeart som beskrevs av Jean-Jacques Kieffer 1911. Chironomus macrogaster ingår i släktet Chironomus och familjen fjädermyggor. Inga underarter finns listade i Catalogue of Life.